# Miss Monde 2014
Miss Monde 2014, 64e élection de Miss Monde, s'est déroulée le 14 décembre 2014 à l'ExCeL de Londres. La cérémonie est diffusée dans de nombreux pays, sur E!.
La gagnante est la Sud-africaine Rolene Strauss, Miss Afrique du Sud 2014 succédant à la Philippine Megan Young, Miss Monde 2013, et devenant ainsi la troisième Miss Afrique du Sud et la troisième Sud-africaine de l'histoire à remporter le titre, 40 ans après Anneline Kriel en 1974. C'est la première victoire africaine depuis la victoire de la Nigérienne Agbani Darego à l'élection de Miss Monde 2001. 
121 pays et territoires ont participé à l'élection. Le Royaume-Uni organisent le concours pour la 45e fois. Le pays avait accueilli précédemment l'élection de Miss Monde 2011 dans la même ville.  C'est la 44e fois que cette élection se déroule à Londres.

## Résultats
| Résultat final  | Candidates |
| --------------- | --- |
| Miss Monde 2014 | - Afrique du Sud – Rolene Strauss |
| 1re dauphine    | - Hongrie – Edina Kulcsár |
| 2e dauphine     | - États-Unis – Elizabeth Safrit |
| Top 5           | - Angleterre – Carina Tyrell - Australie – Courtney Thorpe |
| Top 11          | - Inde – Koyal Rana - Guyana – Rafieyah Husain - Brésil – Júlia Gama - Kenya – Idah Nguma - Mexique – Daniela Alvarez - Thaïlande – Nonthawan Thongleng |
| Top 25          | - Bolivie – Andrea Forfori - Chine – Du Yang - République dominicaine – Dhío Moreno - Finlande – Krista Haapalainen - Ghana – Nadia Ntanu - Indonésie – Maria Sastrayu - Malaisie – Dewi Liana Seriestha - Pays-Bas – Tatjana Maul - Philippines – Valerie Weigmann - Russie – Anastasia Kostenko - Écosse – Ellie McKeating - Soudan du Sud – Awien Kuanyin-Agoth - Suède – Olivia Asplund - Trinité-et-Tobago – Sarah Jane Waddell - Viêt Nam - Nguyễn Thị Loan |

## Préparation
Les candidates arrivent à Londres 3 semaines avant la finale. Elles s'entraînent pour la finale, participent aux différentes épreuves et découvrent Londres.

## Reines de beauté des continents
| Continent | Gagnante                          |
| --------- | --------------------------------- |
| Afrique   | - Afrique du Sud – Rolene Strauss |
| Amérique  | - États-Unis – Elizabeth Safrit   |
| Asie      | - Inde – Koyal Rana               |
| Caraïbes  | - Guyana – Rafieya Husain         |
| Europe    | - Hongrie – Edina Kulcsár         |
| Océanie   | - Australie – Courtney Thorpe     |

## Candidates
Il y a 121 candidates, soit 6 de moins qu'en 2013.
| Pays                        | Candidate                          | Âge    | Taille | Domicile                |
| --------------------------- | ---------------------------------- | ------ | ------ | ----------------------- |
| Afrique du Sud              | Rolene Strauss                     | 22 ans | 1,77 m | Volksrust               |
| Albanie                     | Xhensila Pere                      | 25 ans | 1,72 m | Pogradec                |
| Allemagne                   | Egzonita Ala                       | 18 ans | 1,68 m | Stuttgart               |
| Angleterre                  | Carina Tyrell                      | 24 ans | 1,75 m | Cambridge               |
| Argentine                   | Yoana Don                          | 23 ans | 1,77 m | Selva                   |
| Aruba                       | Joitza Henriquez                   | 21 ans | 1,77 m | Oranjestad              |
| Australie                   | Courtney Thorpe                    | 23 ans | 1,70 m | Brisbane                |
| Autriche                    | Julia Furdea                       | 19 ans | 1,70 m | Asten                   |
| Bahamas                     | Rosetta Cartwright                 | 19 ans | 1,77 m | Sweeting Cay            |
| Barbade                     | Zoé Trotman                        | 22 ans | 1,75 m | Bridgetown              |
| Belgique                    | Anissa Blondin                     | 22 ans | 1,73 m | Bruxelles               |
| Belize                      | Raquel Badillo                     | 21 ans | 1,70 m | San Pedro               |
| Bermudes                    | Lillian Lightbourn                 | 24 ans | 1,77 m | Sandys                  |
| Biélorussie                 | Viktoria Mihanovich                | 21 ans | 1,71 m | Smarhon                 |
| Birmanie                    | Wyne Lay                           | 19 ans | 1,70 m | Naypyidaw               |
| Bolivie                     | Andrea Fórfori                     | 25 ans | 1,79 m | Santa Cruz de la Sierra |
| Bosnie-Herzégovine          | Isidora Borovčanin                 | 19 ans | 1,77 m | Pale                    |
| Brésil                      | Júlia Gama                         | 21 ans | 1,77 m | Porto Alegre            |
| Cameroun                    | Larissa Ngangoum                   | 24 ans | 1,80 m | Yaoundé                 |
| Canada                      | Annora Bourgeault                  | 21 ans | 1,80 m | Regina                  |
| Chine                       | Du Yang                            | 22 ans | 1,81 m | Pékin                   |
| Chypre                      | Ioánna Filíppou                    | 19 ans | 1,72 m | Nicosie                 |
| Colombie                    | Leandra García                     | 21 ans | 1,72 m | Cali                    |
| Corée                       | Hwa-Young Song                     | 23 ans | 1,76 m | Suwon                   |
| Costa Rica                  | Natasha Sibaja                     | 23 ans | 1,68 m | San José                |
| Côte d'Ivoire               | Yéo Jennifer                       | 18 ans | 1,83 m | Daloa                   |
| Croatie                     | Antonija Gogić                     | 19 ans | 1,76 m | Zagreb                  |
| Curaçao                     | Gayle Sulvaran                     | 19 ans | 1,71 m | Willemstad              |
| Danemark                    | Pernille Sørensen                  | 23 ans | 1,75 m | Aalborg                 |
| Écosse                      | Elie McKeating                     | 19 ans | 1,78 m | Milngavie               |
| Égypte                      | Amina Ashraf                       | 19 ans | 1,72 m | Gizeh                   |
| Équateur                    | Virginia Limongi                   | 20 ans | 1,75 m | Portoviejo              |
| Espagne                     | Lourdes Rodríguez                  | 20 ans | 1,75 m | Daimiel                 |
| États-Unis                  | Élizabeth Safrit                   | 22 ans | 1,75 m | Kannapolis              |
| Éthiopie                    | Yirgalem Hadish                    | 23 ans | 1,75 m | Addis-Abeba             |
| Fidji                       | Charlene Tafunai'i                 | 20 ans | 1,73 m | Nadi                    |
| Finlande                    | Krista Haapalainen                 | 24 ans | 1,73 m | Helsinki                |
| France                      | Flora Coquerel                     | 20 ans | 1,82 m | Morancez                |
| Gabon                       | Jessie Lekery                      | 24 ans | 1,69 m | Moyen-Ogooué            |
| Géorgie                     | Ana Zubashvili                     | 21 ans | 1,77 m | Tbilissi                |
| Ghana                       | Nadia Ntanu                        | 23 ans | 1,76 m | Accra                   |
| Gibraltar                   | Shyanne Azzopardi                  | 20 ans | 1,64 m | Gibraltar               |
| Grèce                       | Eleni Kokkinou                     | 20 ans | 1,75 m | Athènes                 |
| Guadeloupe                  | Wendy Métony                       | 20 ans | 1,84 m | Le Gosier               |
| Guam                        | Chanel Cruz Jarrett                | 20 ans | 1,73 m | Agana Heights           |
| Guatemala                   | Keyla Bermúdez                     | 22 ans | 1,75 m | Guatemala               |
| Guinée                      | Halimatou Diallo                   | 20 ans | 1,80 m | Conakry                 |
| Guinée équatoriale          | Agnes Cheba                        | 19 ans | 1,80 m | Luba                    |
| Guyana                      | Rafieya Husain                     | 21 ans | 1,70 m | Anna Regina             |
| Haïti                       | Carolyn Désert                     | 25 ans | 1,71 m | Port-au-Prince          |
| Hong Kong                   | Erin Wong                          | 23 ans | 1,68 m | Kowloon                 |
| Hongrie                     | Edina Kulcsár                      | 24 ans | 1,73 m | Budapest                |
| Îles Vierges britanniques   | Rosanna Chichester                 | 25 ans | 1,60 m | Road Town               |
| Îles Vierges des États-Unis | Aniska Tonge                       | 20 ans | 1,72 m | Saint Thomas            |
| Inde                        | Koyal Rana                         | 21 ans | 1,73 m | New Delhi               |
| Indonésie                   | Maria Sastrayu                     | 22 ans | 1,68 m | Mamuju                  |
| Irlande                     | Jessica Hayes                      | 20 ans | 1,80 m | Cork                    |
| Irlande du Nord             | Rebekah Shirley                    | 19 ans | 1,75 m | Belfast                 |
| Islande                     | Tanja Ýr Ástþórsdóttir             | 22 ans | 1,67 m | Hafnarfjörður           |
| Israël                      | Mor Maman                          | 20 ans | 1,75 m | Beer-Sheva              |
| Italie                      | Silvia Cataldi                     | 24 ans | 1,81 m | Sannicola               |
| Jamaïque                    | Laurie-Ann Chin                    | 21 ans | 1,79 m | Montego Bay             |
| Japon                       | Hikaru Kawai                       | 19 ans | 1,76 m | Sendai                  |
| Kenya                       | Idah Nguma                         | 22 ans | 1,73 m | Machakos                |
| Kirghizistan                | Aikol Alikzhanova                  | 24 ans | 1,69 m | Djalalabad              |
| Lesotho                     | Nthole Matela                      | 21 ans | 1,70 m | Mapoteng                |
| Lettonie                    | Liliana Garkalne                   | 19 ans | 1,73 m | Riga                    |
| Liban                       | Saly Greige                        | 24 ans | 1,72 m | Beyrouth                |
| Lituanie                    | Agnė Kavaliauskaitė                | 21 ans | 1,72 m | Vilnius                 |
| Luxembourg                  | Frédérique Wolff                   | 19 ans | 1,72 m | Luxembourg              |
| Malaisie                    | Dewi Liana Seriestha               | 25 ans | 1,80 m | Sarawak                 |
| Malte                       | Joanna Galea                       | 24 ans | 1,75 m | La Valette              |
| Martinique                  | Anaïs Delwaulle                    | 20 ans | 1,67 m | Fort-de-France          |
| Maurice                     | Sheetal Khadun                     | 25 ans | 1,70 m | Port-Louis              |
| Mexique                     | Daniela Álvarez                    | 21 ans | 1,74 m | Cuernavaca              |
| Moldavie                    | Alexandra Caruntu                  | 18 ans | 1,79 m | Ungheni                 |
| Mongolie                    | Battsetseg Turbat                  | 23 ans | 1,78 m | Oulan-Bator             |
| Monténégro                  | Nataša Novaković                   | 18 ans | 1,78 m | Podgorica               |
| Namibie                     | Brumhilda Ochs                     | 22 ans | 1,79 m | Windhoek                |
| Népal                       | Subin Limbu                        | 23 ans | 1,78 m | Dharan                  |
| Nicaragua                   | Yumara López (1994-2016)           | 20 ans | 1,77 m | Rivas                   |
| Nigeria                     | Iheoma Nnadi                       | 19 ans | 1,71 m | Akwa Ibom               |
| Norvège                     | Monica Pedersen                    | 25 ans | 1,71 m | Ringsaker               |
| Nouvelle-Zélande            | Arielle Garciano                   | 22 ans | 1,72 m | Lyttelton               |
| Ouganda                     | Leah Kalanguka                     | 21 ans | 1,75 m | Iganga                  |
| Panama                      | Nicole Pinto                       | 21 ans | 1,73 m | Panama                  |
| Paraguay                    | Myriam Arévalos                    | 21 ans | 1,82 m | Asuncion                |
| Pays-Bas                    | Tatjana Maul                       | 25 ans | 1,80 m | La Haye                 |
| Pays de Galles              | Alice Ford                         | 21 ans | 1,79 m | Cardiff                 |
| Pérou                       | Sofía Rivera                       | 24 ans | 1,70 m | Oxapampa                |
| Philippines                 | Valerie Weigmann                   | 25 ans | 1,78 m | Albay                   |
| Pologne                     | Ada Sztajerowska                   | 22 ans | 1,77 m | Piotrków Trybunalski    |
| Porto Rico                  | Génesis Dávila                     | 22 ans | 1,84 m | Arroyo                  |
| Portugal                    | Zita Oliveira                      | 24 ans | 1,70 m | Lisbonne                |
| République dominicaine      | Dhío Moreno                        | 24 ans | 1,86 m | Saint-Domingue          |
| République tchèque          | Tereza Skoumalová                  | 24 ans | 1,77 m | Ostrava                 |
| Roumanie                    | Bianca Fanu                        | 25 ans | 1,70 m | Timișoara               |
| Russie                      | Anastasia Kotensko[réf. souhaitée] | 20 ans | 1,75 m | Salsk                   |
| Salvador                    | Larissa Vega                       | 21 ans | 1,73 m | Santa Ana               |
| Sao Tomé-et-Principe        | Djeissica Barbosa                  | 19 ans | 1,75 m | São Tomé                |
| Serbie                      | Milica Vuklis                      | 21 ans | 1,78 m | Belgrade                |
| Seychelles                  | Camilla Estico                     | 23 ans | 1,62 m | Victoria                |
| Singapour                   | Dalreena Poonam Gill               | 20 ans | 1,71 m | Singapour               |
| Slovaquie                   | Laura Longauerová                  | 18 ans | 1,77 m | Detva                   |
| Slovénie                    | Julija Bizjak                      | 20 ans | 1,75 m | Lesce                   |
| Soudan du Sud               | Awien Kuanyin-Agoth                | 19 ans | 1,80 m | Gogrial                 |
| Sri Lanka                   | Chulakshi Ranathunga               | 25 ans | 1,74 m | Colombo                 |
| Suède                       | Olivia Asplund                     | 18 ans | 1,74 m | Stockholm               |
| Suisse                      | Dijana Cvijetic                    | 20 ans | 1,70 m | Gossau                  |
| Tanzanie                    | Happiness Watimanya                | 20 ans | 1,68 m | Dodoma                  |
| Tchad                       | Sakadi Djivra                      | 21 ans | 1,78 m | Abéché                  |
| Thaïlande                   | Nonthawan Thongleng                | 20 ans | 1,76 m | Surat Thani             |
| Trinité-et-Tobago           | Sarah Jane Waddell                 | 24 ans | 1,68 m | Carenage                |
| Tunisie                     | Wahiba Arres                       | 20 ans | 1,79 m | Menzel Bourguiba        |
| Turquie                     | Amine Gülşe                        | 21 ans | 1,78 m | Izmir                   |
| Ukraine                     | Andriana Khasanshin                | 19 ans | 1,77 m | Lviv                    |
| Uruguay                     | Romina Fernández                   | 20 ans | 1,81 m | Montevideo              |
| Venezuela                   | Debora Menicucci                   | 23 ans | 1,78 m | Caracas                 |
| Viêt Nam                    | Nguyễn Thị Loan                    | 23 ans | 1,75 m | Thái Bình               |
| Zimbabwe                    | Tendai Humda                       | 23 ans | 1,76 m | Chitungwiza             |

## Challenges Events

### World Fashion Designer Dress
La compétition World Fashion Designer Dress a eu lieu le 28 novembre 2014. Son principe est de récompenser la candidate portant la plus belle robe. Les membres du jury de cette année sont Mike Dixon, Donna Darby, Andrew Minarik, des étudiants de Fashion College London et la présidente du concours Miss Monde, Julia Morley.
- Gagnante: Koyal Rana ( Inde)
- 1re dauphine: Dhío Moreno ( République dominicaine)
- 2e dauphine: Ellie McKeating ( Écosse)
- Top 5: Flora Coquerel ( France), Myriam Arévalos ( Paraguay)

### Miss Talent
L'Organisation Miss Monde a annoncé les cinq finalistes de la compétition Miss Talent le 11 décembre 2014. Passionnée d'opéra classique, la gagnante, Dewi Liana Seriestha interprète Don Juan Triumphant de la comédie musicale Fantôme de l'Opéra. Elle devient ainsi la première malaisienne à remporter la compétition. 
- Gagnante: Dewi Liana Seriestha ( Malaisie)
- 1re dauphine: Ellie McKeating ( Écosse)
- Top 5: Elizabeth Safrit ( États-Unis), Anastasia Kostenko ( Russie), Olivia Asplund ( Suède)

### Miss Top Model
La compétition Miss Top Model a eu lieu le 28 novembre 2014. Seules, 20 demi-finalistes ont été sélectionnées. Les cinq finalistes ont été annoncées le 11 décembre.
- Gagnante: Isidora Borovčanin ( Bosnie-Herzégovine)
- Top 5: Courtney Thorpe ( Australie), Du Yang ( Chine), Edina Kulcsár ( Hongrie), Awien Kuanyin-Agoth ( Soudan du Sud)
- Top 20: Antonija Gogić ( Croatie), Tereza Skoumalová ( République tchèque), Dhío Moreno ( République dominicaine), Flora Coquerel ( France), Carolyn Desert ( Haïti), Koyal Rana ( Inde), Daniela Álvarez ( Mexique), Battsetseg Turbat ( Mongolie), Brumhilda Ochs ( Namibie), Génesis Dávila ( Porto Rico), Anastasia Kostenko ( Russie), Ellie McKeating ( Écosse), Rolene Strauss ( Afrique du Sud), Amine Gülşe ( Turquie), Tendai Hunda ( Zimbabwe)

### Miss Beach Fashion
- Gagnante: Olivia Asplund ( Suède)
- Top 5: Koyal Rana ( Inde), Idah Nguma ( Kenya), Daniela Álvarez ( Mexique), Rolene Strauss ( Afrique du Sud)

### Miss Multimedia
- Gagnante: Elizabeth Safrit ( États-Unis)
- Top 5: Carina Tyrrell ( Angleterre), Rafieya Husain ( Guyana), Koyal Rana ( Inde), Tatjana Maul ( Pays-Bas)

### Beauty With A Purpose
Les 10 demi-finalistes sont annoncées le 30 novembre 2014.
- Gagnantes: Júlia Gama ( Brésil), Rafieya Husain ( Guyana), Koyal Rana ( Inde), Maria Sastrayu ( Indonésie), Idah Nguma ( Kenya)
- Top 10: Andrea Forfori ( Bolivie), Carina Tyrrell ( Angleterre), Tatjana Maul ( Pays-Bas), Valerie Weigmann ( Philippines), Rolene Strauss ( Afrique du Sud)
- Top 23: Courtney Thorpe ( Australie), Anissa Blondin ( Belgique), Natasha Sibaja ( Costa Rica), Gayle Sulvaran ( Curaçao), Amina Ashraf ( Égypte), Charlene Tafuna'i ( Fidji), Laurie-Ann Chin ( Jamaïque), Anaïs Delwaulle ( Martinique), Nicole Pinto ( Panama), Milica Vuklis ( Serbie), Happiness Watimanya ( Tanzanie), Sarah Jane Waddell ( Trinité-et-Tobago), Nguyễn Thị Loan ( Viêt Nam)

### People's Choice
L'Organisation Miss Monde a annoncé les 10 finalistes de la compétition People's Choice sur sa page Facebook le 28 décembre 2014. Cette compétition permet à la gagnante choisie par les internautes d'accéder directement au top 11. La gagnante Nonthawan Thongleng a eu le privilège de joindre les cinq finalistes à Questions & Réponses le 14 décembre 2014.  
- Gagnante: Nonthawan Thongleng ( Thaïlande)
- Top 10: Courtney Thorpe ( Australie), Zoé Trotman ( Barbade), Annora Bourgeault ( Canada), Carolyn Desert ( Haïti), Koyal Rana ( Inde), Subin Limbu ( Népal), Valerie Weigmann ( Philippines), Happiness Watimanya ( Tanzanie), Sakadi Djivra ( Tchad)
- Top 23: Xhensila Pere ( Albanie), Yoana Don ( Argentine), Lillian Lightbourn ( Bermudes), Larissa Ngangoum ( Cameroun), Du Yang ( Chine), Flora Coquerel ( France), Maria Sastrayu ( Indonésie), Hikaru Kawai ( Japon), Idah Nguma ( Kenya), Daniela Álvarez ( Mexique), Battsetseg Turbat ( Mongolie), Tatjana Maul ( Pays-Bas), Anastasia Kostenko ( Russie), Leah Kalanguka ( Ouganda), Rolene Strauss ( Afrique du Sud)

### Interviews
- Gagnante: Flora Coquerel ( France)
- 1re dauphine: Awien Kunyain-Agoth ( Soudan du Sud)
- Top 6: Rolene Strauss ( Afrique du Sud), Júlia Gama ( Brésil), Edina Kulcsár ( Hongrie), Idah Nguma ( Kenya)
- Top 10: Courtney Thorpe ( Australie), Du Yang ( Chine), Ellie McKeating ( Écosse), Carolyn Desert ( Haïti)
- Top 14: Carina Tyrrell ( Angleterre), Nadia Ntanu ( Ghana), Halimatou Diallo ( Guinée), Génesis Dávila ( Porto Rico)
- Top 19: Elizabeth Safrit ( États-Unis), Dhío Moreno ( République dominicaine), Sarah Jane Waddell ( Trinité-et-Tobago), Amine Gülşe ( Turquie), Andrina Khansanchine ( Ukraine)
- Top 20: Joitza Henriquez ( Aruba)

### Miss Sports
- Gagnante: Krista Haapalainen ( Finlande)
- 1re dauphine: Edina Kulcsár ( Hongrie)
- 2e dauphine: Rolene Strauss ( Afrique du Sud)
- 3e dauphine: Milica Vuklis ( Serbie)
- 4e dauphine: Alice Ford ( Pays de Galles)
- Top 29: 
  - Equipe bleu: Courtney Thorpe ( Australie), Elizabeth Safrit ( États-Unis), Rebekah Shirley ( Irlande du Nord), Monica Pedersen ( Norvège), Myriam Arévalos ( Paraguay), Sarah Jane Waddell ( Trinité-et-Tobago), Amine Gülşe ( Turquie)
  - Equipe vert: Viktoria Mihanovich ( Biélorussie), Koyal Rana ( Inde), Tanja Ýr Ástþórsdóttir ( Islande), Laurie-Ann Chin ( Jamaïque), Battsetseg Turbat ( Mongolie), Nguyễn Thị Loan ( Viêt Nam)
  - Equipe rouge: Julia Furdea ( Autriche), Júlia Gama ( Brésil), Leandra García ( Colombie), Shyanne Azzopardi ( Gibraltar), Carina Tyrrell ( Angleterre), Vita Rexhepi ( Kosovo), Daniela Álvarez ( Mexique)
  - Equipe jaune: Egzonita Ala ( Allemagne), Yéo Jennifer ( Côte d'Ivoire), Virginia Limongi ( Équateur), Larissa Vega ( Salvador), Carolyn Desert ( Haïti), Nthole Matela ( Lesotho), Tereza Skoumalová ( République tchèque)

## Miss Honduras
En avril 2014, María José Alvarado remporte le titre de Miss Honduras 2014, et devait représenter le Honduras à Londres pour l'élection de Miss Monde 2014. Le 19 novembre 2014, Alvarado et sa sœur Sofia Trinité sont assassinées dans le village de Cablotales. Le Honduras décide de se retirer officiellement du concours cette année.

## Déroulement

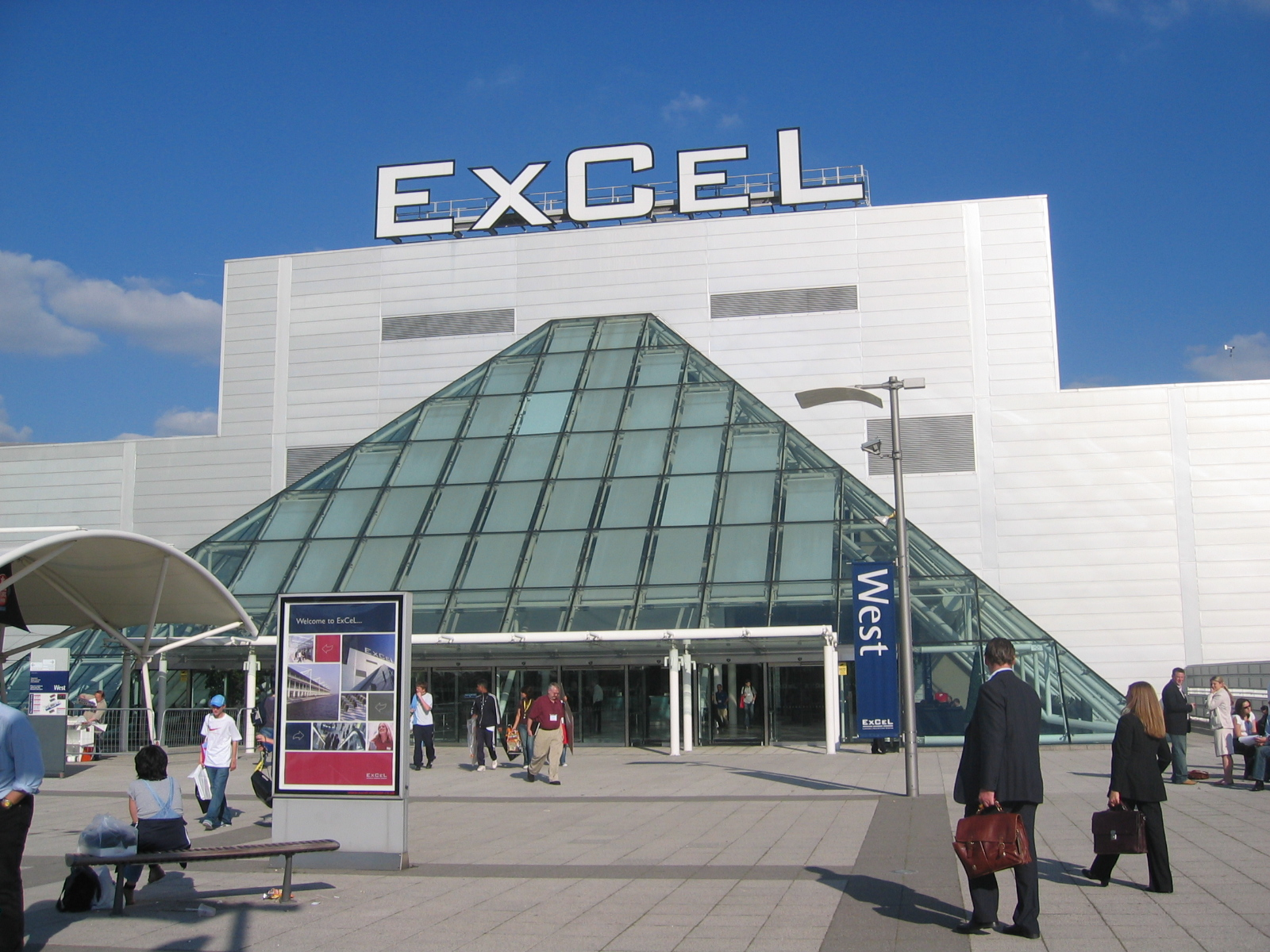
LExCel, salle de l'élection.

### Classement

#### Premier tour
- Miss Bolivie ;
- Miss Brésil ;
- Miss Chine ;
- Miss République dominicaine ;
- Miss Angleterre ;
- Miss Mexique ;
- Miss Guyana ;
- Miss Hongrie ;
- Miss Inde ;
- Miss Indonésie ;
- Miss Malaisie ;
- Miss Soudan du Sud ;
- Miss Vietnam ;
- Miss Finlande ;
- Miss Ghana ;
- Miss Kenya ;
- Miss Pays-Bas ;
- Miss États-Unis ;
- Miss Australie ;
- Miss Russie ;
- Miss Écosse ;
- Miss Afrique du Sud ;
- Miss Suède ;
- Miss Trinité-et-Tobago ;
- Miss Philippines.

#### Deuxième tour
- Miss Inde ;
- Miss Afrique du Sud ;
- Miss Angleterre ;
- Miss Guyana ;
- Miss Brésil ;
- Miss Hongrie ;
- Miss Kenya ;
- Miss États-Unis ;
- Miss Mexique ;
- Miss Australie ;
- Miss Thaïlande.

Note : Après l'annonce du Top 10, la Miss gagnante de The People's Choice est annoncée. Il s'agit de Miss Thaïlande, Nonthawan Thongleng. Elle est donc qualifiée dans le Top 11, sans avoir été dans le Top 25.

#### Troisième tour
- Miss Hongrie ;
- Miss Australie ;
- Miss Afrique du Sud ;
- Miss États-Unis ;
- Miss Angleterre.

### Jury
| Membre | Membre                    | Notes                                          |
| ------ | ------------------------- | ---------------------------------------------- |
|        | Julia Morley (présidente) | Présidente de l'organisation Miss Monde.       |
|        | Azra Akın                 | Miss Monde 2002.                               |
|        | Kaiane Aldorino           | Miss Monde 2009.                               |
|        | Agbani Darego             | Miss Monde 2001.                               |
|        | Tony Hatch (en)           | Compositeur.                                   |
|        | Marsha-Rae Ratcliff       | Membre du conseil international de la variété. |
|        | Joly Reynolds             | Ancien président de la variété internationale. |
|        | Rudy Salles               | Membre de l'Assemblée nationale française.     |
|        | Zhang Zilin               | Miss Monde 2007.                               |

## Observations